# Pandanus halleorum
A Pandanus halleorum az egyszikűek (Liliopsida) osztályának csavarpálma-virágúak (Pandanales) rendjébe, ezen belül a csavarpálmafélék (Pandanaceae) családjába tartozó faj.

## Előfordulása
Kizárólag Vanuatu területén fordul elő, csak ezen a területen őshonos. Itt is csak Vanua Lava szigetén, valamint Tisbelben, Malekula szigetén, a mérsékelt magasságú erdőkben.